# Concurso da Polícia Rodoviária Federal de 18 de outubro de 2009
O concurso da Polícia Rodoviária Federal de 18 de outubro de 2009 foi um concurso público para a ingressão ao órgão, com 109.793 candidatos com ensino superior para 750 vagas (146 candidatos/vaga). Ele foi paralisado por suspeita de fraude por parte da Funrio, organizadora do concurso. A tramitação no Judiciário foi concluida apenas em 2012, mas a PRF não conseguiu suprir o número de agentes necessários até pelo menos 2014.

## Contexto
O Diretor-Geral da Polícia Rodoviária Federal (PRF), Hélio Cardoso Derenne, assumiu em 2003 após a exoneração do general Álvaro Henrique Vianna de Moraes, que foi acusado de se envolver em uma série de escândalos, incluindo superfaturamento, descumprimento de decisão judicial e destruição de provas. Derenne, porém, tinha cargo mantido por contatos com o PMDB da região Sul do país, e foi quotado para ser candidato a prefeito em Balneário Camboriú.
Em 15 anos, a malha rodoviária do país e o número de veículos aumentaram respectivamente em 77% e 134% até 2011, mas o efetivo da PRF continuou o mesmo, criando um défcit histórico na organização.
Em dezembro de 2007, um concurso da PRF já havia sido paralisado por alegações de fraude. Ele foi retomado em julho do ano seguinte, porém teve 41,1% de abstenção, além de problemas com os excedentes.

## Concurso
O concurso contou com 109.793 candidatos para 750 vagas (137,91 concorrentes por vaga), que começariam no dia 18 de outubro de 2009. realizado pela Fundação de Apoio à Pesquisa, Ensino e Assistência à Escola de Medicina e Cirurgia do Rio de Janeiro e ao Hospital Universitário Gaffrée e Guinle, da Universidade Federal do Estado do Rio de Janeiro (Funrio). O candidato deveria ter curso superior em qualquer área e habilitação na categoria B. O trabalho seria em escala de revezamento com 40 horas semanais, com salário de R$ 5.620,12 e vale-alimentação de R$ 161,99, com o contrato de no mínimo dois anos.
A taxa de inscrição do concurso era de R$ 100,00. O candidato seria testado em prova objetiva, redação, exame de capacidade física, avaliação psicológica e avaliação de saúde. As provas foram realizadas em todas as capitais brasileiras e no Distrito Federal.

### Problemas prévios
Antes da realização das provas, os concurseiros já experimentaram problemas na hora de pagar a taxa de inscrição, mas a Funrio afirmou que isso ocorria por erros de digitação na hora de inserir o formulário.
A prova também coincidiu com os concursos para o Ministério da Justiça (MJ) e a avaliação da Escola Nacional de Administração Pública (Enap). A Funrio anunciou que em relação com a Enap, não haveria problemas, já que sua prova seria realizada no período da tarde, e a da Enap de manhã. A Universidade também concordou em reembolsar os concurseiros que fariam a prova do MJ.
O Procurador do Ministério Público do Rio de Janeiro (MP/RJ), Edson Abdon, pediu a imediata paralisação do concurso por permitir que o candidato se inscrevesse para vagas em diversos Estados realizando uma única prova, o que faz com que as chances de aprovação sejam aumentadas. A instituição respondeu que de fato o aluno poderia se inscrever várias vezes e escolher o local da prova que o privilegie, mas que não aumentaria suas chances de passar. Abdon se reuniu com a Funrio e foi decidido que a primeira inscrição feita pelo candidato é a que seria válida, as demais seriam canceladas. Abdon também avaliou que o edital não estava de acordo com o princípio da isonomia que rege os procedimentos para realização de concursos públicos no Brasil.

### Instituto Celso Lisboa
Uma das provas ocorreria no Instituto Celso Lisboa, no Rio de Janeiro, que ficava no meio da zona de conflito entre a polícia e os traficantes, impossibilitando que os concurseiros chegassem ao local da prova.

### Concurso do Ministério do Planejamento
Três dias depois da prova da PRF, a prova do Ministério do Planejamento, Orçamento e Gestão (MPOG) apresentou irregularidades em Boa Vista, o que levou o Ministério Público Federal de Roraima (MPF/RR) a pedir a anulação do concurso, mas a Funrio negou, argumentando que as irregularidades não eram o suficiente para o ato.

## Alegação de fraude
A juíza federal Regina Coeli Formisano atendeu ao pedido contido em ação civil pública impetrada pela Defensoria Pública da União, recomendando a paralisação do concurso em 60 dias para apurar as regularidades. Tanto a Funrio quanto a PRF acataram a recomendação.
Foi denunciado que a empresa estaria beneficiando alguns dos candidatos de várias formas, como o vazamento dos gabaritos, com vídeos circulando nas redes sociais dos cartões de respostas com irregularidades. A Funrio realizou investigação preliminar e eliminou 27 candidatos, alegando que o gabarito foi roubado em um ataque hacker, e que grande parte desses candidatos eliminados fizeram prova em salas extras, usadas para pessoas que foram fazer a prova no prédio errado. Além deles, outros 45 candidatos foram eliminados por tentativa de cola com aparelhos eletrônicos.
De acordo com a investigação do Ministério Público Federal (MPF), o ataque afetou apenas a prova realizada na Universidade Gama Filho (UGF), no Rio de Janeiro. porém, o MPF identificou ainda outras irregularidades, como a dispensa indevida de licitação, o favorecimento de candidatos com escolha de vaga da lotação, o não-ressarcimento de taxas de inscrição em duplicidade, a divergência entre o local de realização da prova e o da vaga disputada, e o tumulto na aplicação das provas na UGF. Também havia pressão para que a prova fosse anulada.
No dia 24 de novembro de 2009, o concurso foi cancelado em caráter liminar, pela 6ª Vara Federal do Rio de Janeiro.

### Tramitação na Justiça
No dia 5 de janeiro de 2010, a PRF publicou portaria rescindindo o contrato com a Funrio, onde a empresa não poderia ser contratada a não ser que entregasse os dados da arrecadação das taxas de inscrição para análise do setor financeiro do órgão e o pagamento de multa de 5% do valor total arrecadado, que seria usado para a contratação de outra empresa. Então, a Funrio publicou nota dizendo que “está buscando entendimento junto à PRF para encontrarem, em conjunto, a melhor solução para o caso”. A universidade disse que pagaria o valor, mas a PRF disse que entraria na Justiça. No dia 4 de fevereiro de 2010, a PRF suspendeu o concurso por mais 60 dias para a finalização das investigações.
No dia 9 de abril de 2010, o Ministério Público Federal no Rio de Janeiro (MPF/RJ) propôs ação civil pública por improbidade administrativa contra José Cortines Linares, o presidente da Funrio, exigindo que o montante de R$ 11 milhões fosse transferido ao Tesouro Nacional. No dia 15, a 17ª Vara Federal da Seção Judiciária do Distrito Federal concluiu que houve quebra de contrato, e a Funrio deveria pagar o montante de R$ 2,3 milhões. Porém, no dia 16 de junho, a 6ª Vara do Distrito Federal reverteu a decisão por entender que o vazamento do gabarito não era o suficiente para que houvesse a rescisão unilateral do contrato com a PRF, mas o desembargador federal Carlos Moreira Alves entrou com um agravo de instrumento para barrar a decisão judicial. O senador Mozarildo Cavalcanti (PTB-RR) pediu a conclusão do concurso.

## Exoneração
A PRF de 18 estados demonstraram descontentamento com a gestão de Derenne, e a PRF de Mato Grosso ameaçou entrar em greve geral durante o carnaval se Derenne não fosse exonerado, pelo órgão estar sucateado e desfalcado. Os sindicatos policiais enviaram diversas demandas judiciais e agentes criaram um site paralelo ao oficial (www.novaprf.com.br), afirmando que eram policiais que ainda acreditavam nos valores da instituição. A operação foi realizada, mas o carnaval daquele ano foi o mais violento desde pelo menos 2003, quando foi instalado o sistema nacional informatizado de coleta de dados, e possivelmente o mais violento da história da PRF.
O Ministro da Justiça José Eduardo Cardozo se pronunciou a favor da manutenção de Derenne no cargo, mas no dia 27 de março de 2011, o Fantástico publicou matéria mostrando um suposto esquema de venda de anfetaminas para caminhoneiros no posto de combustíveis do presidente da Câmara Municipal de Campanha, Pedro Messias Alves. A Polícia Civil do município abriu inquérito e foi realizada uma Comissão Parlamentar de Inquérito (CPI), que foi arquivada pela perda do prazo para o pedido de prorrogação para a finalização das investigações. A reportagem também mostrava a falta de fiscalização pela PRF, e Derenne pediu sua demissão. Ele e o coordenador de operações Alvarez de Souza Simões foram exonerados no dia 28 pelo Ministro da Justiça José Eduardo Cardozo, que o substituiu por Maria Alice Nascimento Souza, que se tornou a primeira mulher a chefiar a PRF.

## Resolução
Três dias depois da exoneração de Derenne, a Justiça Federal confirmou a recisão do contrato e o bloqueio de bens da Funrio pelo não pagamento da multa. Em maio, a Justiça tomou decisão em favor da PRF, mas a Funrio recorreu, porém um dos recursos foi protocolado fora do prazo e o outro foi negado. Em julho, a Funrio ofereceu transferir a base de dados da organização para a PRF para a finalização do concurso, e ofereceu retirar as demanadas judiciais, exceto a do pagamento da taxa para os concurseiros do MJ. A PRF aceitou os termos. Em julho de 2012, as fraudes da Funrio foram confirmadas.
O Instituto Cetro foi contratado para dar continuidade ao concurso, e em 22 de maio de 2012, os concurseiros foram chamados para fazer matrícula no curso da PRF.

### Aumento do efetivo
Maria Alice tentou resolver a questão do efetivo cooperando com o Plano Estratégico de Fronteiras do Governo Federal. Em dezembro de 2012, ela apresentou projeto à Casa Civil para aumentar o efetivo da PRF em mais 4,5 mil policiais até 2014. Ela apoiou o Projeto de lei 2205/2011, que virou a Lei Ordinária 12857/2013, que gerou 260 vagas administrativas na PRF. Em março de 2014, criou a Academia Nacional da Polícia Rodoviária Federal. A previsão era que 1.200 novos cadetes se formassem ainda em maio, mas o efetivo ainda estaria abaixo do necessário em Santa Catarina.